# Laccodrosophila takadai
Laccodrosophila takadai är en tvåvingeart som beskrevs av Wheeler 1968. Laccodrosophila takadai ingår i släktet Laccodrosophila och familjen daggflugor.
Artens utbredningsområde är Ecuador. Inga underarter finns listade i Catalogue of Life.